# Одри (Поморське воєводство)
Одри (пол. Odry, нім. Odri) — село в Польщі, у гміні Черськ Хойницького повіту Поморського воєводства.
Населення — 380 осіб (2011).

## Демографія
Демографічна структура станом на 31 березня 2011 року:
|          | Загалом | Допрацездатний вік | Працездатний вік | Постпрацездатний вік |
| -------- | ------- | ------------------ | ---------------- | -------------------- |
| Чоловіки | 190     | 37                 | 135              | 18                   |
| Жінки    | 190     | 41                 | 109              | 40                   |
| Разом    | 380     | 78                 | 244              | 58                   |